# Мультипольний момент
Мультипольні моменти — характеристики розподілу електричного заряду в просторі, зручні для розрахунку полів на значній віддалі від системи зарядів.
Мультипольний момент 2l-го порядку визначається за формулою
{\displaystyle Q_{m}^{l}=\sum _{i}q_{i}r_{i}^{l}{\sqrt {\frac {4\pi }{2l+1}}}Y_{lm}(\theta _{i},\varphi _{i})},
де l і {\displaystyle |m|\leq l} — цілі числа, {\displaystyle r_{i}}, {\displaystyle \theta _{i}}, {\displaystyle \varphi _{i}} — сферичні координати
заряді {\displaystyle q_{i}}, {\displaystyle Y_{lm}(\theta ,\varphi )} — сферичні гармоніки.
Електростатичний потенціал на великій віддалі від системи зарядів визначається за формулою
{\displaystyle \varphi (R,\Theta ,\Phi )=\sum _{l=0}^{\infty }{\frac {1}{R^{l+1}}}\sum _{m=-l}^{l}{\sqrt {\frac {4\pi }{2l+1}}}Q_{m}^{l}Y_{lm}^{*}(\Theta ,\Phi )}.
Великою віддаллю вважається віддаль, що значно перевищує віддаль між зарядами в системі.

## Мультипольні моменти молекул
Найбільше значення для визначення поля системи зарядів має перший ненульовий мультипольний момент.
Для зарядженої системи це момент з {\displaystyle l=0}, тобто сумарний заряд системи. Для нейтральної системи найбільше значення має
дипольний момент, а, якщо він дорівнює нулю, то квадрупольний момент і т. д.
Наприклад, молекула води має доволі значний дипольний момент. Цим визначається доволі сильна взаємодія між молекулами, яка
зумовлює той факт, що вода є рідиною при кімнатних температурах. Крім того, електричні поля у воді настільки великі, що
можуть подолати сили електростатичного притягування у молекул солей, що призводить до їхньої дисоціації.
А от молекула вуглекислого газу дипольного моменту
не має, а має лише квадрупольний момент. Взаємодія між молекулами вуглекислого газу набагато слабкіша. Тому вуглекислий газ залишається газом
при кімнатних температурах. Проте температура зрідження цього газу все ж вища, ніж у, наприклад, азоту, який не має квадрупольного моменту.